# ورشواتس
ورشواتس (به صربی: Vrševac) یک منطقهٔ مسکونی در صربستان است که در کورشوملیا واقع شده‌است. ورشواتس ۸۲ نفر جمعیت دارد.